# Steve Race
Stephen Russell Race (Lincoln, comtat de Lincolnshire, 1 d'abril, 1921 - Great Missenden, comtat de Buckinghamshire, 22 de juny, 2009), va ser un compositor, pianista i presentador de ràdio i televisió anglès.

## Biografia
Steve Race era fill d'un advocat, Race va aprendre el piano des dels cinc anys. Es va formar (1932–37) a la "Lincoln School", on va formar el seu primer grup de jazz, que incloïa un jove Neville Marriner, més tard una figura important en el món de la música clàssica. Als setze anys, va assistir a la Royal Academy of Music, estudiant composició amb Harry Farjeon i William Alwyn. Després de deixar l'acadèmia, Race (encoratjat pel crític de música clàssica del "News Chronicle", Scott Goddard) va escriure ocasionalment crítiques de bandes de dansa per a Melody Maker i, el 1939, es va unir a la banda de dansa Harry Leader com a pianista, succeint a Norrie Paramor.
Race es va unir a la Royal Air Force el 1941 i va formar un quintet de jazz/dansa. Després de la Segona Guerra Mundial, va començar una llarga i productiva carrera a la BBC, on el seu enginy, el seu talent musical i els seus amplis coneixements musicals el van fer molt buscat com a acompanyant musical de jocs de taula i espectacles de revistes, com Whirligig i Many a Slip.
Al mateix temps tocava en les bandes de Lew Stone i Cyril Stapleton, i arrancava material per a Ted Heath. El 1949, "The Steve Race Bop Group" va gravar alguns dels primers discos de bebop britànics per al segell Paxton. Aquests inclouen quatre bandes amb Leon Calvert, Johnny Dankworth, Peter Chilver, Norman Burns (bateria), Jack Fulton (baix) i Race al piano, i quatre més (amb la incorporació del saxofonista Freddy Gardner) com el "Bosworth Modern Jazz Group" al Segell de Bosworth. També va desenvolupar una línia d'arranjament de rodets de piano per a l'empresa Artona.
Des dels anys 50 fins als 80, va presentar nombrosos programes musicals a la ràdio i la televisió. A més, el 1955, va ser nomenat primer assessor de música lleugera de la companyia de televisió independent "Associated-Rediffusion". Probablement és més conegut com el president del joc de panells de ràdio i televisió de llarga durada My Music que va funcionar entre 1967 i 1994. Va presentar i escriure la majoria de les preguntes dels 520 episodis emesos. També va presentar "Jazz For Moderns" a la ràdio i "Jazz 625" a la televisió per a la BBC als anys 60. Lluny de la música, durant dos anys a partir de 1970 Race va presentar conjuntament (amb William Hardcastle) la revista de notícies PM "drive-time" de BBC Radio 4.
Race va encunyar el terme Concert de Denham per a peces de curtmetratge romàntic inspirades en l'èxit del Concert de Varsòvia de Richard Addinsell, com ara Cornish Rhapsody d'Hubert Bath, Legend of the Glass Mountain de Nino Rota i The Dream of Olwen de Charles Williams, després dels "Denham Film Studios" on molts d'ells es van fer.

## Compositor
Com a compositor, va produir una sèrie de peces en els idiomes jazz, clàssic i popular. La peça de jazz bebop Blue Acara (anomenada així després d'un dels molts peixos tropicals que ell i la seva dona van col·leccionar) va ser arreglada per a banda de jazz o per a orquestra completa i gravada per Harry Parry. És probable que el compositor de cançons lleugeres de ball llatinoamericans conegut com "Esteban Cera", fos Race amagat darrere d'un pseudònim. Faraway Music, el tema d'una obra de la setmana d'ITV el 1961, va ser publicat com a senzill per Steve Race i la seva orquestra. En van seguir altres, inclosa una de les seves composicions més conegudes, la breu peça instrumental Nicola (anomenada així per la seva filla), que va guanyar un premi Ivor Novello el 1962. La cara "b" del senzill de 1962 va incloure un altre instrumental, Ring Ding. El següent senzill Pied Piper (The Beeje) va arribar al número 29 a la llista de singles del Regne Unit el març de 1963. A mitjans de la dècada de 1970, aquesta peça es va tocar quan els Queen's Park Rangers entraven al terreny de joc a l'inici de cada partit a casa a Loftus Road. Steve Race era abonat al club.
Race va escriure (i amb la Steve Race Orchestra va interpretar) música de biblioteca per a la "Chappell Recorded Music Library", un exemple és Pacemaker. Però la seva composició més coneguda i, segons la seva autobiografia, la seva més lucrativa és la seva música per a "Birds Eye frozen peas jingle", "Sweet as the moment when the pod got pop". Race també va escriure el jingle de guitarra acústica que va introduir programes realitzats per "Southern Television" als anys setanta i principis dels vuitanta.
A la pel·lícula Calling Paul Temple (1948), Race (amb Sid Colin) va escriure dues de les cançons interpretades per Celia Lipton, i va aparèixer ell mateix com a pianista/líder de banda a la secció de discoteca. També va escriure la partitura de la pel·lícula criminal britànica de 1962 Crosstrap i les partitures de Three Roads to Rome (1963), Against the Tide (1965) i Land of Three Rivers (1966).
S'ha gravat Windsor Blues, un duet escrit el 1970 per al llavors príncep Carles (violoncel) i el comte de Chester (trompeta). (Els dos títols es refereixen a la mateixa persona, i la part del violoncel estava pensada per ser gravada per Charles).

## Vida personal
L'autobiografia de Race, Musician at Large, es va publicar el 1979, i el 1988 "Souvenir Press Ltd" va publicar el seu llibre sobre la curta però interessant vida del seu avi, des de miner principal fins a missioner, titulat Els dos mons de Joseph Race.
Race es va casar amb Marjorie Leng el 1944 i van tenir una filla, Nicola. Marjorie va morir de càncer el 1969. Es va casar de nou el 1970 amb la productora de ràdio Léonie Mather, que el va sobreviure. Race va tenir el seu primer atac de cor el 1965. Va morir del segon atac a la seva casa de Great Missenden, Buckinghamshire, el juny de 2009.
A la dècada de 1980 va ser partidari del Partit Socialdemòcrata.

## Publicacions
- Piano-Style: A Complete Guide for the Modern Dance Band Pianist (sheet music, 1949)
- Musician at Large (autobiografia, 1979),
- The King's Singers: A Self Portrait by Race, Nigel Perrin and The King's Singers (1980)
- My Music (1980, )
- Dear Music Lover (1981)
- Music Quiz (1983, )
- The Two Worlds of Joseph Race (1988). Aquesta és una biografia de Joseph Russell Race, el seu avi patern, que era un missioner de l'Església Metodista Wesleyana (Gran Bretanya) la Xina, i col·lega de David Hill (missioner).[29]